# Mark Winterbottom
Mark „Frosty” Winterbottom (ur. 20 maja 1981 w Sydney) – australijski kierowca wyścigowy startujący w wyścigach Supercars. Mistrz tej serii w roku 2015 oraz zwycięzca prestiżowego wyścigu Bathurst 1000 rozgrywanego w ramach tej serii w 2013.

## Życiorys

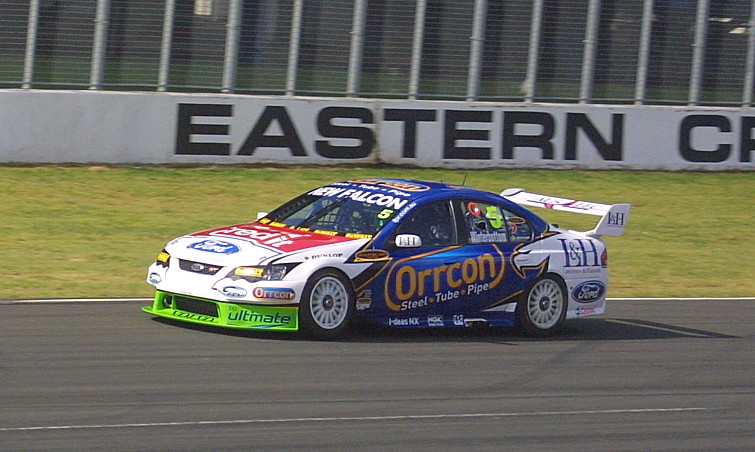
Mark Winterbottom na torze Eastern Creek (2008)

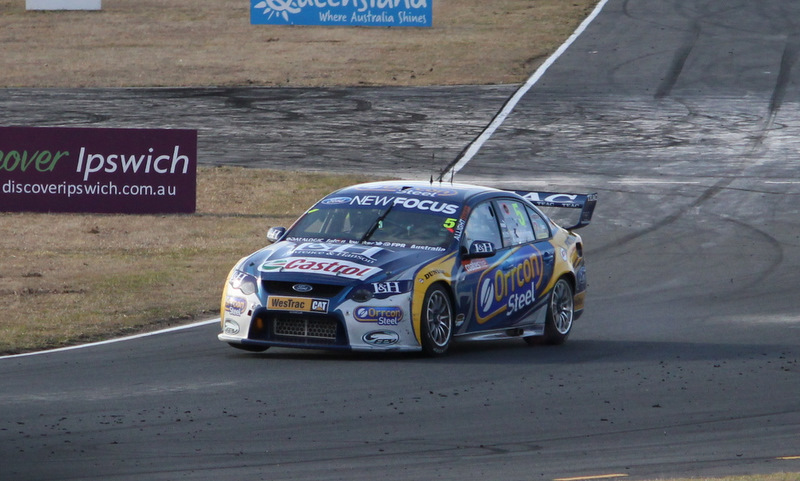
Na torze Queensland Raceway (2011)

Winterbottom rozpoczął ściganie od motocykli w wieku 8 lat. W wieku 10 lat zaczął startować w kartingu i odnosił w nim wiele sukcesów na arenie australijskiej. W 2001 rozpoczął starty w Formule Ford gdzie rok później zdobył tytuł wicemistrza Australii.
W 2003 przeniósł się do serii Konica V8 Supercar (niższa seria V8 Supercars) i wygrał w niej cztery z sześciu rund zdobywając tytuł mistrzowski jeżdżąc dla zespołu Stone Brothers Racing. W tym samym roku zadebiutował również w głównej serii startując w dwóch długodystansowych wyścigach (do każdego samochodu zgłaszani są w nich po dwaj kierowcy).
W 2004 wystartował już w pełnym cyklu serii V8 Supercars w barwach zespołu Larkham Motor Sport. Przez dwa lata startów w tym zespole nie odniósł większych sukcesów, najlepszym jego miejscem w wyścigu było piąte (Bathurst 1000 2004).
W 2006 Mark Winterbottom przeniósł się do jednego z głównych zespołów Forda w serii - Ford Performance Racing. Początek sezonu nie był udany ale w późniejszej jego fazie wyniki były już lepsze przynosząc m.in. pierwsze zwycięstwo (wspólnie z Jasonem Brightem wygrali długodystansowy wyścig Sandown 500) oraz trzecie miejsce w klasyfikacji generalnej sezonu. W 2007 zdobył swoje pierwsze pole position w serii, a cały sezon zakończył na piątej pozycji.
W 2008 odniósł kolejny sukces - zdobył tytuł wicemistrza serii V8 Supercars wygrywając po drodze siedem wyścigów. Był to także najlepszy wynik kierowcy zespołu Ford Performance Racing. Sezon 2009 był mniej udany, wygrał w nim 3 wyścigi (wyścig kwalifikacyjny w Phillip Island oraz dwie części wyścigów w Surfers Paradise), ale kilka słabych wyników w pierwszej części sezonu pozwoliły mu na zajęcie tylko piątego miejsca w klasyfikacji generalnej.
Sezon 2010 rozpoczął od czterech podiów z rzędu. W dalszej części sezonu wygrał trzy wyścigi, ale zdarzyło się też kilka słabszych wyników, co w sumie zaowocowało trzecim miejscem w klasyfikacji generalnej. W 2011 miał natomiast słabszy początek sezonu, w dalszej jego części jednak lepsze wyniki (w tym dwa zwycięstwa), pozwoliły ponownie zająć trzecie miejsce. W 2012 dla odmiany po dobrym początku sezonu, w dalszej jego części przydarzyło mu się kilka słabszych występów, m.in. w ostatnim wyścigu, w którym stracił drugie miejsce w klasyfikacji i ostatecznie ponownie zajął trzecie miejsce.
W 2013 w parze ze Stevenem Richardsem wygrał prestiżowy wyścig Bathurst 1000. W 2014 po raz kolejny zajął trzecie miejsce w klasyfikacji, aż w końcu w 2015, w swoim dwunastym pełnym sezonie startów sięgnął po tytuł mistrzowski serii V8 Supercars.

## Wyniki

### Podsumowanie
| Sezon | Seria                                   | Zespół                    | Starty | PP | Zwyc. | Punkty | Pozycja |
| ----- | --------------------------------------- | ------------------------- | ------ | -- | ----- | ------ | ------- |
| 2001  | Victorian Formula Ford Championship     |                           |        |    |       | 59     | 7.      |
| 2001  | Australian Formula Ford Championship    |                           |        |    |       | 10     | 17.     |
| 2002  | Australian Formula Ford Championship    |                           |        | 2  | 3     | 227    | 2.      |
| 2003  | V8 Supercar Development Series          | Stone Brothers Racing     | 16     | 5  | 8     | 922    | 1.      |
| 2003  | V8 Supercar Championship Series         | Stone Brothers Racing     | 2      | 0  | 0     | 152    | 44.     |
| 2004  | V8 Supercar Championship Series         | Larkham Motor Sport       | 26     | 0  | 0     | 1190   | 18.     |
| 2005  | V8 Supercar Championship Series         | Larkham Motor Sport       | 30     | 0  | 0     | 668    | 29.     |
| 2006  | V8 Supercar Championship Series         | Ford Performance Racing   | 34     | 0  | 2     | 3089   | 3.      |
| 2007  | V8 Supercar Championship Series         | Ford Performance Racing   | 37     | 5  | 2     | 420    | 5.      |
| 2008  | V8 Supercar Championship Series         | Ford Performance Racing   | 38     | 4  | 7     | 3079   | 2.      |
| 2009  | V8 Supercar Championship Series         | Ford Performance Racing   | 29     | 5  | 3     | 2414   | 5.      |
| 2010  | V8 Supercar Championship Series         | Ford Performance Racing   | 27     | 5  | 3     | 2729   | 3.      |
| 2011  | International V8 Supercars Championship | Ford Performance Racing   | 29     | 4  | 2     | 2710   | 3.      |
| 2012  | International V8 Supercars Championship | Ford Performance Racing   | 31     | 4  | 3     | 3457   | 3.      |
| 2013  | International V8 Supercars Championship | Ford Performance Racing   | 36     | 4  | 3     | 2793   | 4.      |
| 2014  | International V8 Supercars Championship | Ford Performance Racing   | 38     | 0  | 4     | 2768   | 3.      |
| 2015  | International V8 Supercars Championship | Prodrive Racing Australia | 36     | 2  | 9     | 3246   | 1.      |
| 2016  | International V8 Supercars Championship | Prodrive Racing Australia | 29     | 3  | 2     | 2489   | 6.      |
| 2017  | Supercars Championship                  | Prodrive Racing Australia | 26     | 0  | 0     | 2208   | 6.      |
| 2018  | Supercars Championship                  | Tickford Racing           | 31     | 0  | 0     | 2192   | 12.     |
| 2019  | Supercars Championship                  | Charlie Schwerkolt Racing | 31     | 1  | 0     | 2092   | 13.     |
| 2020  | Supercars Championship                  | Charlie Schwerkolt Racing | 27     | 0  | 0     | 1566   | 10.     |
| 2021  | Supercars Championship                  | Charlie Schwerkolt Racing | 31     | 0  | 0     | 1725   | 10.     |
| 2022  | Supercars Championship                  | Charlie Schwerkolt Racing | 34     | 0  | 0     | 1909   | 9.      |
| 2023  | Supercars Championship                  | Charlie Schwerkolt Racing |        |    |       |        |         |